# 三ツ星ベルト
三ツ星ベルト株式会社（みつぼしベルト、英:Mitsuboshi Belting Ltd.）は、神戸市長田区に本社を置く工業用ベルトの製造、販売を行うメーカー。主に自動車、一般産業用機械に使用されるベルトやコンベヤベルト、エンジニアリングプラスチック素材、建築用防水材、土木用遮水材、電子材料・塗料などを取り扱っている。みどり会の会員企業であり三和グループに属している。

## 概要
戦前から続く企業であり、伝動ベルトメーカーとしては国内大手三社に数えられる。ベルトコンベアや自動車用エンジンのタイミングベルト、さらにはオートバイの後輪駆動用のベルトにも採用実績がある。近年は自動車向け発電機（オルタネータ）用ダンパプーリを開発するなど、ゴム製品にとどまらず関連する金属部品の製造にも進出している。
また、創業地である神戸市長田区から一旦は同中央区のハーバーランドに本社を移転したが、阪神大震災後に、住民からの強い要望を受け、地域活性化と本社・工場の社内交流促進を目的として創業地に本社を戻した経緯があり、地域社会とのまちづくりにも取り組んでいる。

## 主な製品
- 伝動ベルトおよび関連機器
- 搬送ベルトおよびシステム・関連製品
- エンジニアリングプラスチック
- 発泡射出成形品（エンジニアリングストラクチュラルフォーム）
- 防水・遮水材
- 金属ナノ粒子関連製品
- アプリケーションサービス

## 沿革
- 1919年10月 - 兵庫県神戸市長田区（現・本社）において、合資会社三ツ星商会を設立。
- 1932年10月 - 株式会社三ツ星商会を設立し、合資会社三ツ星商会を吸収合併。
- 1935年6月 - 三ツ星調帯株式会社に改称。
- 1947年11月 - 香川県に四国工場を建設。
- 1961年5月 - 「三ツ星ベルト株式会社」に改称。
- 1962年1月 - 東京証券取引所に株式上場。
- 1973年11月 - 米国イリノイ州に現地法人MBL (USA) CORPORATIONを設立。
- 1977年7月 - 海外生産拠点の第1号として、シンガポールに現地法人Mitsuboshi Belting (Singapore) Pte.Ltd.を設立。
- 1986年9月 - 滋賀県に滋賀工場を建設、伝動ベルト用芯体コードの樹脂加工を開始。
- 1987年12月 - タイに現地法人Mitsuboshi Belting (Thailand) Co.,Ltd.を設立。
- 1988年
  - 2月 - ドイツに現地法人MBL Antriebstechnik Deutschland GmbHを設立。
  - 3月 - 米国イリノイ州に現地法人MBL (USA) CORPORATIONの製造部門として生産工場を建設。
  - 9月 - インドネシアに現地法人PT. MITSUBOSHI BELTING INDONESIAを設立。
- 1990年5月 - PT. MITSUBOSHI BELTING INDONESIA工場竣工。
- 1992年10月 - 本社を神戸市中央区の神戸ハーバーランドに移転。
- 1995年1月 - 阪神淡路大震災で神戸工場の建物、設備の一部を損傷。
- 1996年11月 - インドネシアに現地法人PT. SEIWA INDONESIAを設立。
- 1999年2月 - 生産システムの開発と試験を目的に、京都府綾部市に三ツ星ベルト技研株式会社を設立。
- 2000年
  - 1月 - 神戸、東京両本社体制を開始。
  - 4月 - 基礎研究と製品開発のためのテクノリサーチセンターを神戸の現本社に隣接して建設。
  - 11月 - 本社を創業地の神戸市長田区に再移転。
- 2001年
  - 8月 - ポーランドに現地法人MOI Tech Europe Sp.z o.o.を設立。
  - 11月 - タイに現地法人STARS TECHNOLOGIES INDUSTRIAL LIMITEDを設立。
- 2002年6月 - 中国に現地法人 上海共星機帯国際貿易有限公司を設立
- 2003年1月
  - シンガポールの現地法人Mitsuboshi Belting (Singapore) Pte.Ltd.とMITSUBOSHI OVERSEAS HEADQUARTERS PRIVATE LIMITEDを統合し、MITSUBOSHI OVERSEAS HEADQUARTERS PRIVATE LIMITEDを設立。
  - 国内販売会社を三ツ星ベルト販賣の一社に統合。
- 2004年4月 - 中国に現地法人 蘇州三之星機帯科技有限公司を設立。
- 2010年12月 - インドに現地法人MITSUBOSHI BELTING-INDIA PRIVATE LIMITEDを設立。
- 2012年8月 - ベトナムに現地法人Mitsuboshi Belting VIETNAM Co., Ltd. を設立。
- 2019年10月 - 創業100周年を迎える。
- 2020年5月 - ドイツの現地法人の社名をMitsuboshi Belting Europe GmbHに改称。
- 2021年4月 - インドネシアに現地法人PT. MITSUBOSHI BELTING SALES INDONESIAを設立。
- 2022年4月 - 東京証券取引所市場第1部からプライム市場へ移行。

## 国内事業所
- 神戸本社 - 兵庫県神戸市長田区
- 東京本社 - 東京都中央区
- 名古屋工場 - 愛知県小牧市
- 四国工場 - 香川県さぬき市
- 滋賀工場 - 滋賀県高島市
- 綾部事業所 - 京都府綾部市
- 札幌営業所 - 札幌市豊平区
- 福岡営業所 - 福岡市博多区
- 広島事務所 - 広島県廿日市市

## 関係会社

### 国内
- 三ツ星ベルト販賣株式会社
- 三ツ星ベルト工機株式会社
- 三ツ星ベルトコンベヤ株式会社
- 三ツ星コード株式会社
- 三ツ星ベルト技研株式会社
- 三ツ星物流工産株式会社
- ネオ・ルーフィング株式会社
- エム・ビ・エル・総合サポート株式会社
- 三ツ星ベルト樹脂株式会社
- エムエムコート株式会社

### 海外
- MITSUBOSHI OVERSEAS HEADQUARTERS PRIVATE LIMITED
- PT. MITSUBOSHI BELTING INDONESIA
- PT. SEIWA INDONESIA
- PT. MITSUBOSHI BELTING SALES INDONESIA
- STARS TECHNOLOGIES INDUSTRIAL LIMITED
- 上海共星機帯国際貿易有限公司 (MBL SHANGHAI INTERNATIONAL TRADING CO., LTD. )
- 蘇州三之星機帯科技有限公司 (SUZHOU MITSUBOSHI BELTING CO., LTD)
- 瑪歐愛技術有限公司 (MOI TECH HONG KONG LIMITED)
- MITSUBOSHI BELTING-INDIA PRIVATE LIMITED
- MITSUBOSHI BELTING VIETNAM CO., LTD.
- MBL (USA) CORPORATION
- MITSUBOSHI POLAND Sp.z o.o.
- Mitsuboshi Belting Europe GmbH